# Полк (окръг, Джорджия)
Вижте пояснителната страница за други значения на Полк.
Окръг Полк (на английски: Polk County) е окръг в щата Джорджия, Съединени американски щати. Площта му е 808 km², а населението - 38 127 души (2000). Административен център е град Сидъртаун.